# Lisa Larsen
Lisa Larsen (* 25. Dezember 1990) ist eine ehemalige schwedische Skilangläuferin.

## Werdegang
Larsen nahm bis 2009 an Juniorenrennen teil. Bei den Nordischen Junioren-Skiweltmeisterschaften 2008 in Mals gewann sie Bronze über 10 km Freistil und Silber mit der Staffel. Bei den Nordischen Junioren-Skiweltmeisterschaften 2009 in Praz de Lys Sommand holte sie zweimal Silber über 5 km Freistil und mit der Staffel. Von 2009 bis zu ihrem Karriereende im Jahr 2016 trat sie bei Rennen des Scandinavian Cups und am Skilanglauf-Weltcup an. Ihr erstes Weltcuprennen absolvierte sie im März 2009 in Lahti, welches sie auf dem 44. Rang über 10 km Freistil beendete. Ihre ersten Weltcuppunkte holte sie zwei Wochen später beim Weltcupfinale in Falun. Die Tour de Ski 2009/10 schloss sie mit dem 29. Platz in der Gesamtwertung ab. Bei den folgenden Junioren-Weltmeisterschaften in Hinterzarten gewann sie Bronze mit der Staffel. Bei der Tour de Ski 2011/12 kam sie auf den 41. Platz in der Gesamtwertung. Im November 2012 erreichte sie in Gällivare mit dem siebten Rang über 10 km Freistil ihre erste und einzige Top-Zehn-Platzierung im Weltcupeinzel. Einen Tag errang mit dem zweiten Platz in der Staffel ihren ersten und einzigen Podestplatz im Weltcup. Bei den nordischen Skiweltmeisterschaften 2013 im Val di Fiemme belegte sie den 51. Platz über 10 km Freistil. Die Saison beendete sie auf dem 74. Platz in der Weltcupgesamtwertung.

## Weltcup-Statistik
Die Tabelle zeigt die erreichten Platzierungen im Einzelnen.
- 1.–3. Platz: Anzahl der Podiumsplatzierungen
- Top 10: Anzahl der Platzierungen unter den ersten zehn
- Punkteränge: Anzahl der Platzierungen innerhalb der Punkteränge
- Starts: Anzahl gelaufener Rennen in der jeweiligen Disziplin
- Hinweis: Bei den Distanzrennen erfolgt die Einordnung gemäß FIS.

| Platzierung         | Distanzrennen a | Distanzrennen a | Distanzrennen a | Distanzrennen a | Distanzrennen a | Skiathlon Verfolgung | Sprint | Etappen- rennen b | Gesamt | Team c | Team c  |
| Platzierung         | ≤ 5 km          | ≤ 10 km         | ≤ 15 km         | ≤ 30 km         | > 30 km         | Skiathlon Verfolgung | Sprint | Etappen- rennen b | Gesamt | Sprint | Staffel |
| ------------------- | --------------- | --------------- | --------------- | --------------- | --------------- | -------------------- | ------ | ----------------- | ------ | ------ | ------- |
| 1. Platz            |                 |                 |                 |                 |                 |                      |        |                   |        |        |         |
| 2. Platz            |                 |                 |                 |                 |                 |                      |        |                   |        |        | 1       |
| 3. Platz            |                 |                 |                 |                 |                 |                      |        |                   |        |        |         |
| Top 10              |                 | 1               |                 |                 |                 |                      |        |                   | 1      |        | 3       |
| Punkteränge         |                 | 2               |                 |                 |                 | 2                    | 1      | 1                 | 6      |        | 3       |
| Starts              | 7               | 8               | 1               | 1               |                 | 14                   | 8      | 5                 | 44     |        | 3       |
| Stand: Karriereende |                 |                 |                 |                 |                 |                      |        |                   |        |        |         |